# Hayate the Combat Butler
Pour les articles homonymes, voir Hayate et HNG.
Hayate the Combat Butler (ハヤテのごとく!, Hayate no Gotoku ! ou HNG, anciennement Hayate le majordome) est un manga écrit et dessiné par Kenjiro Hata. Il suit un garçon qui commence à travailler comme majordome et raconte ses aventures. Il est prépublié entre octobre 2004 et avril 2017 dans le magazine Weekly Shōnen Sunday de l'éditeur Shōgakukan et compte 52 tomes. La version française a d'abord été licenciée par Kabuto, mais la licence a été abandonnée à la suite de la faillite de SEEBD. Elle a été reprise par Kana en septembre 2010.
Le manga est du genre harem et brise constamment le quatrième mur. Il fait souvent référence à d'autres manga ainsi qu'à des animes, des jeux vidéo et la culture populaire y compris du moment voir à venir (par exemple, on trouve déjà des allusions à l'animé Gurren Lagann qui a commencé un mois plus tôt et aussi à Gundam 00 dont la diffusion n'avait pas encore débuté).
Il a été adapté en anime comportant plusieurs saisons. La première saison de 52 épisodes, réalisée par le studio SynergySP, a été diffusée entre avril 2007 et mars 2008 sur la chaîne TV Tokyo. La deuxième saison de 25 épisodes, réalisée par le studio J.C.Staff, a été diffusée entre avril et le septembre 2009. Une troisième saison de 12 épisodes, nommée Can't Take my Eyes Off You et réalisée par le studio Manglobe, a été diffusée entre octobre et décembre 2012 et est composée d'une histoire inédite par rapport au manga. Une quatrième saison nommée Cuties, également réalisée par le studio Manglobe, a été diffusée entre avril et juillet 2013.

## Synopsis
Issu d’une famille pauvre, Hayate est un jeune homme contraint d’enchaîner plusieurs petits boulots. Ayant des parents totalement irresponsables (au chômage et dépensant l’argent de leur fils pour investir dans leurs rêves), il ne peut compter que sur lui-même. Les problèmes commencent quand ses géniteurs décident de partir, le laissant seul face à une dette de plusieurs millions de Yens empruntés à des yakuza (en l’échange d’Hayate). Sans un sou, celui-ci va devoir chercher une solution pour rembourser rapidement cette somme. La seule qui lui apparaît est alors l'enlèvement. Il va ainsi faire la connaissance de Nagi, une jeune fille d’une classe aisée, qui justement se voit souvent enlevée en raison de son statut. À la suite de divers événements dont un quiproquo, Hayate va se mettre à la protéger contre ses agresseurs. En remerciement, il se verra embauché en tant que majordome par Nagi.
À partir de l'histoire "The end of the world", qui commence dans le tome 17 et traite du passé d'Hayate et d'Athéna, sans renier son ton humoristique ni son côté "harem manga", la série a aussi régulièrement un ton plus sérieux, que ce soit pour les relations amoureuses et leur évolution, la prise de maturité de Nagi, consciente qu'elle doit faire des efforts et ne plus se reposer sur sa fortune, ou l'intrigue autour des pierres royales et de la fortune des Sanzen'in.
Hormis l'épilogue, l'histoire se déroule durant une seule année, qui commence à Noël avec la rencontre entre Hayate et Nagi. Le manga comprend 4 grandes parties :
- jusqu'au tome 17 et malgré quelques références aux pierres royales ou au passé d'Hayate, le manga se compose d'histoires relativement courtes, avec quelques mini-arcs ;
- du tome 17 au tome 25, après les révélations sur le passé d'Athéna et d'Hayate et sur le jardin royal, la série se concentre sur les préparatifs du voyage à Mykinos puis sur ce voyage lui-même ;
- du tome 25 au tome 43, Nagi réside avec ses amies dans la maison de sa mère : elle va notamment affronter Luka Surenji pour Hayate et lors de concours de mangas et chercher à retrouver son héritage ;
- du tome 43 au tome 52, Nagi retourne dans sa résidence. Cette partie se centre avant tout sur la lutte contre Hisui pour l'héritage des Sanzen'in et sur le malentendu initial entre Hayate et Nagi et ses conséquences.

## Personnages principaux
Hayate Ayasaki (綾崎 ハヤテ, Ayasaki Hayate)
Seiyû : Ryoko Shiraishi
Le prénom d'Hayate lui a été donné par son père et signifie « Coup de vent », en référence au fait qu'il puisse échapper à ses créanciers.
Hayate a 16 ans et a dû travailler depuis l'âge de 8 ans car ses parents sont irresponsables. On l'a licencié de son travail comme livreur parce qu'il est mineur. Son père est chômeur et sa mère accro au jeu, ce qui les ruine. En guise de cadeau de Noël, après avoir dépensé tout son salaire, ils abandonnent Hayate, essayant de vendre leur fils à des yakuzas à qui ils doivent plus de 150 millions de yens. Désespéré, Hayate enlève une fille pour la récompense, mais à la suite d'un malentendu elle croit qu'il est amoureux d'elle puis il devient son majordome.
Les autres personnages disent souvent que Hayate a l'air pauvre et minable. Il croit que tout le monde le déteste sauf les enfants, mais il ne pense à ceux-ci que comme amis. Hayate voit Nagi comme une petite sœur jusqu'à ce qu'une amie de son ancien lycée Nichizawa lui avoue ses sentiments pour lui. Il va refuser spontanément et l'image de Nagi va apparaître dans son esprit. Cela va l'amener à se poser des questions sur sa relation avec cette dernière. La mise au point des sentiments d'Hayate pour Nagi est l'un des moteurs de la narration.
Il incarne à la fois le ninja, le super-guerrier saiyen, etc. Hayate est vraiment un « majordome de combat », très fort en repoussant des attaques. Il est capable de trancher un rocher comme du beurre à coup d'épée, de battre un tigre à mains nues, ou d'être plus rapide qu'une voiture lorsqu'il fait du vélo. Comme il a travaillé dès l'âge de 8 ans, il est devenu très doué dans de nombreux domaines : ses talents de cuisinier/pâtissier rivalisent avec ceux des plus grands chefs, il est un excellent homme de ménage, un grand expert d'art (capable de déceler une copie d'un simple regard), sait jouer du violon, a une bonne gestion de l'organisation (comme il le démontre lors du festival de l'académie). Comme Nagi, il a dessiné des mangas qui eux ont reçu plusieurs récompenses. Ses seules faiblesses sont dans les études (il n'a presque jamais eu le temps d'étudier depuis son enfance) et les relations avec les filles. Enfin, il jouit d'une incroyable malchance depuis qu'il est petit : dettes, abandon par ses parents, rupture subite du stock mondial d'un produit que personne n'achetait au moment où Hayate en a besoin. De plus, le pendentif que le grand-père de Nagi lui donne semble maudit.
Lorsqu'il est travesti en femme, il est appelé Hermione, en référence au personnage de la saga Harry Potter.
Nagi Sanzen'in (三千院 ナギ, Sanzen'in Nagi)
Seiyû : Rie Kugimiya
Nagi, 13 ans, est l'unique héritière des Sanzen'in. Elle est un garçon manqué : ses hobbies sont les mangas et les animes. Elle dessine son propre manga et veut en faire son métier. Au début de l'histoire, elle n'a cependant que des capacités très limitées, que ce soit pour le scénario ou pour le dessin, bien qu'elle soit persuadée d'être un génie ; sa rencontre avec un mangaka professionnel puis sa rivalité avec Luka Surenji vont la pousser à se remettre en cause et à faire de sérieux efforts pour s'améliorer.
Elle est bonne en économie et aime apprendre, mais pas à l'école qu'elle « sèche » régulièrement. Elle est amoureuse d'Hayate. Depuis qu'elle le connaît, elle pense que c'est réciproque à cause de ce qu'il lui a dit devant le distributeur lors de leur première rencontre. Son seul parent vivant est son grand-père, qu'elle n'aime pas. Elle voit en Maria une mère ou sœur aînée et dit à Hayate de ne pas la toucher « de manière indécente ». Nagi a peur du noir et est connue pour être un désastre en cuisinant, frôlant la mort. Cependant, tout comme Hayate, elle aime la musique et chante très juste.
Elle va progressivement mûrir tout au long de la série, se faire de nombreuses amies et apprendre à faire plus d'efforts et à devenir plus indépendante dans différents domaines.
Maria (マリア)
Seiyû : Rie Tanaka
Maria, 17 ans, est la bonne de Nagi et la sœur aînée/mère que celle-ci n'a jamais eu. Elle est la plus rationnelle des personnages et la seule qui comprend les problèmes entre Hayate et Nagi. Elle paraît être la chef des servants chez Nagi car tout le monde, avec le chef-majordome, la craint ou lui obéit (ou les deux). Il est très possible que ce soit elle qui ait parlé de la relation de Nagi avec Hayate au grand-père de Nagi ce qui explique que ce dernier soit au courant que Nagi veuille se marier avec Hayate. Un peu plus tard, lors d'une soirée, Maria invite Hayate à jouer au billard et lui demande quels sont ses sentiments pour Nagi.
Ils en viennent à parler du mariage d'Hayate et de Nagi. Maria laisse comprendre que Mikado n'y serait pas opposé, pour des raisons de différences sociales notamment. Elle est forte pour faire le ménage et adore tous les genres de jeux. Elle a une phobie des cafards, qu'elle appelle « créatures sombres qui existent dans la cuisine et ailleurs ». Elle n'a pas de nom de famille car elle est orpheline : elle a été trouvée dans une église à côté de la statue de la vierge Marie, en l'honneur de laquelle elle fut nommée. On fête son anniversaire le 24 décembre, jour où elle fut trouvée. Elle a vu Hayate nu plusieurs fois, et voit l'effet qu'il a sur les autres filles, dont plusieurs qui sont amoureuses de lui. Elle ne sait pas si elle est amoureuse de lui parce qu'elle a peu d'expériences en amour. Elle souhaite avant tout que Nagi devienne suffisamment mature pour pouvoir se débrouiller seule.
Maria est célèbre pour avoir fini le lycée en trois ans à l'âge de 13 ans, tout en étant présidente du Conseil des étudiants. Bien qu'elle n'ait que 17 ans, elle paraît en avoir la vingtaine. Les remarques sur son âge l'irritent terriblement. Elle tient avant tout à ce que Nagi s'améliore et soit capable de se débrouiller toute seule.
Mikado Sanzen'in :
Seiyu : Tonomichi Nshimura
Grand-père de Nagi et de Sakuya, il est le patriarche de la famille Sanzenin et s'inquiète de ce que deviendra sa fortune à sa mort. Nagi en est l'unique héritière mais il a décidé que, si quelqu'un la forçait à s'excuser en pleurant, il obtiendrait l'héritage. Il a rapidement remplacé cette condition par une victoire contre Hayate.
Il est aussi le détenteur de mystérieuses pierres. Il en a offert une à Hayate, alors qu'il était déguisé en père Noël et une autre à Aika. Il a cependant perdu la plupart de celles qu'il possédait.
Hinagiku Katsura (桂ヒナギク, Katsura Hinagiku)
Seiyû : Shizuka Itō
Hinagiku Katsura est la présidente du conseil des élèves de l'Académie Hakuo ; elle est orpheline et est adoptée avec sa grande sœur par un couple aimant. Très intelligente, elle souffre cependant d'une phobie des hauteurs, qui lui fait craindre notamment de prendre l'avion et a également peur des fantômes ; elle est aussi complexée par sa petite poitrine. Amoureuse d'Hayate, elle ne parvient cependant pas à le lui avouer et s'énerve souvent contre lui lorsqu'il ne s'en aperçoit pas ou quand elle se retrouve par accident en petite tenue devant lui. Elle le soutient fidèlement et efficacement lorsqu'il est en difficulté.
Parmi ses autres relations, on peut également citer les 3 autres membres du conseil des élèves, dont elle doit souvent réparer les bêtises, Hishizawa, avec laquelle elle partage les mêmes sentiments pour Hayate et Yukiji, sa grande sœur, professeur à Hakuo, irresponsable et dépensière. Pour ne pas être confondue avec cette dernière, elle préfère d'ailleurs qu'on l'appelle par son prénom. Elle aide également Luka pour la réalisation de ses mangas.
Ses cheveux roses et ses talents dans le maniement de l'épée (elle est membre du club de kendo de son lycée et possède l'épée magique Shirozakura, qui lui est remise par l'arrière-grand-mère d'Isumi lors du combat contre les spectres du roi Midas) la rapprochent fortement du personnage d'Uténa, de la série Uténa la fillette révolutionnaire. Il y est d'ailleurs fréquemment fait allusion : le chapitre 5 du tome 4 du manga a ainsi pour titre : « la force qui ne révolutionnera pas le monde », en référence à une phrase célèbre de la série. Dans les épisodes 27 et 28 de la première saison de la série animée, Hinagiku porte un uniforme masculin similaire à celui d'Uténa et monte les escaliers de façon similaire à un passage d'Uténa.
Yukiji Katsura
Seiyû : Hitomi Nabatamé
Grande sœur d'Hinagiku, Yukigi est la professeur d'histoire de l'institut Hakuô. Contrairement à Hinagiku, Yukiji est totalement irresponsable, incapable de ranger sa chambre, dépensant son argent sans compter, notamment en alcool, et se retrouvant ainsi souvent à emprunter de l'argent à sa sœur. Elle peut toutefois se montrer également protectrice pour celle-ci et est appréciée de ses élèves, et notamment du trio des idiotes. Elle a joué de la guitare dans sa jeunesse.
Le professeur de sport de l'académie, Kaoru Kyônosuke, est amoureux d'elle mais elle ne s'en aperçoit pas.
Ayumu Nishizawa (西沢歩, Nishizawa Ayumu)
Seiyû : Mikako Takahashi
Amoureuse d'Hayate, elle étudie, au début du manga, dans le même établissement scolaire que lui. Elle lui a avoué son amour sans succès. Contrairement à la plupart des autres personnages, elle ne dispose pas d'une grande fortune ni de capacités exceptionnelles. Elle est la meilleure amie d'Hinagiku Katsura. Nagi la compare souvent à un hamster. Depuis son voyage en mer Egée, elle souhaite devenir professeur d'histoire. Elle fait souvent preuve d'une grande gentillesse et sait aider ses amis lorsqu'ils en ont besoin.
Luka Suirenji (水蓮寺ルカ, Suirenji Ruka)
Seiyû : Haruka Yamazaki
Pop star et mangaka, Luka a rencontré pour la première fois Hayate alors qu'il était déguisé en fille. Elle a aussi des dettes laissées par ses parents, ce qui la rapproche d'Hayate dont elle est amoureuse et la pose en rivale de Nagi, qui désire aussi dessiner des mangas. Elle les éponge en travaillant comme idole, conformément à l'éducation que lui ont donnée ses parents mais souhaite avant tout devenir mangaka. Elle défiera Nagi à deux reprises dans ce domaine.
Klaus Seishirou (倉臼 征史郎, Seishirou Klaus)
Seiyû : Kenta Miyake
Klaus est majordome et responsable du personnel de la maison de Nagi. Bien que son nom ait une consonance allemande, il est de nationalité japonaise. Surnommé le majordome légendaire, il est rentré très tôt au service de la famille Sanzen'in. Il se fait vieux (58 ans) et angoisse de se retrouver à la retraite non pas à cause de la solitude mais à la suite de la perte de son statut social. Il pense selon un vieux schéma qui dit qu'un majordome doit servir son maître pendant toute sa vie (la société japonaise est très hiérarchique et l'était encore plus par le passé).
En tant que majordome, il aide Maria dans les tâches ménagères et l'organisation du repas. Bien que réticent au début à l'idée d'embaucher Hayate (pour les raisons invoquées précédemment), il va cependant être rassuré en voyant ses bons réflexes contre les robots de sécurité. Bien qu'il soit censé être le supérieur hiérarchique de Maria, il n'hésite pas à écouter son avis et suivre certains de ses ordres.
Lorsqu'elle était enfant, la mère de Nagi, qui était amoureuse de lui, lui a donné une maison. Il la rendra ensuite à Nagi. Lors de l'arc qui se déroulera dans celle-ci, il travaillera pour Mikado Sanzen'in.
Tama (タマ)
Seiyû : Jūrōta Kosugi
Tama était un jeune tigre heureux en Afrique jusqu'à ce que sa mère soit tuée par des braconniers. Alors qu'il était sur le point de mourir de soif (sa mère n'a pas eu le temps de lui apprendre comment trouver de l'eau), il fut recueilli par Nagi qui faisait un safari. Elle le recueillit et le nourrit avec de la nourriture de très bonne qualité. Ce haut niveau de vie, conjugué à l'affection de Nagi, lui ont donné une motivation hors du commun et permis d'apprendre à parler comme le font les humains. Ayant pu observer que sa maîtresse pouvait être très inconsciente et têtue (rendant très difficile le fait de lui faire changer d'avis), il préférera taire son secret... jusqu'au jour où Hayate l'entend parler alors qu'il faisait une réflexion sur les humains.
Hayate lui raconta son histoire, et lui expliqua que lui aussi devait la vie sauve à Nagi. Ils devinrent amis. Comme Nagi n'aime pas dormir seule, c'est parfois lui qui dort avec elle quand Maria ne peut pas. Tama aide aussi éventuellement les gardes de sécurité à chasser les intrus qui s'aventurent sur le domaine des Sanzen'in. Les personnes qu'il respecte ou écoute sont peu nombreuses : Nagi (elle l'a sauvé) et Hayate (il a vécu la même situation et il est l'une des rares personnes qui l'effraie). Quand celui-ci découvre les bêtises de Tama, ce dernier est terrifié et le regrette rapidement. Il respecte et écoute également Maria, car comme Hayate elle peut le corriger sévèrement quand il fait des bêtises.
Après des débuts difficiles, il s'entend bien avec Shiranui, un chaton avec une tache en forme d'étoile sur le front adopté par Nagi. Avec quelques difficultés, il suivra Nagi lors de son déménagement.
Wataru Tachibana
Seiyû : Marina Inoue
Il a été fiancé avec Nagi lorsqu'ils étaient enfants. N'ayant aucun sentiment l'un pour l'autre, tous deux considèrent ces fiançailles comme nulles mais sont amis ; Nagi l'aide notamment pour ses devoirs. Sa famille a perdu l'essentiel de son patrimoine et Wataru se retrouve à gérer un petit vidéo-club avec sa servante, Saki, alors que sa mère vit aux Etats-Unis. Il est, au début du manga, amoureux d'Isumi qui ne s'en rend absolument pas compte. Ses sentiments vont cependant progressivement évoluer au profit de Saki.
Il démissionnera de l'institut Hakuô pour se consacrer à son commerce.
Sakuya Aizawa
Seiyû : Kana Ueda
Cousine et amie de Nagi, Sakuya est, comme elle, extrêmement riche. Elle sa caractérise par sa nature franche et par son goût des duos comiques. Elle affirme d'ailleurs régulièrement qu'elle souhaite former un duo de ce type avec Hayate. Elle a laissé sa place à l'institut Hakuô à Wataru et étudie dans une école réservée aux filles.

Isumi Saginomiya
Seiyû : Miyu Matsuki
Très amie avec Sakuya et Nagi, Isumi se caractérise par sa grande distraction, qui se manifeste notamment par un sens de l'orientation catastrophique qui inquiète régulièrement ses gardes du corps comme ses amis. Elle ne comprend pas non plus la technologie, bien qu'elle soit persuadée du contraire. Elle est la seule, au début du manga, à apprécier les bandes dessinées de Nagi.
Elle appartient à une famille possédant des pouvoirs extra-sensoriels et en possède elle-même à un niveau élevé. Elle les utilise pour protéger ses amis.
Aika Kasumi
Seiyu : Emiri Katô
Vice-présidente du conseil des élèves, Aika est issue d'une famille très riche. Mikado Sanzen'in lui a donné une pierre. Nagi la considère comme une spécialiste en amour et lui demande des conseils. Elle est amoureuse de son majordome et aime qu'il la dorlote, ce qu'il fait trop rarement à son goût.
Chiharu Harukaze
Seiyu : Ayumi Fujimura
Secrétaire du conseil des élèves, elle effectue son travail avec sérieux. Elle est aussi soubrette au service de Sakuya, métier qu'elle a d'abord exercé parce qu'elle croyait que son père allait perdre son emploi puis parce qu'elle l'appréciait. Elle partage avec Nagi la passion des mangas et des animés.
À partir du tome 26, elle vit dans la maison que Nagi exploite.
Risa Asakaze
Seiyu : Masumi Asano
Membre du conseil des élèves et du club de vidéo, elle n'est, comme ses deux amies, pas très douée pour les études. Issue d'une riche famille de prêtres, elle aime beaucoup taquiner les autres personnages.
Izumi Segawa
Seiyu : Sayuri Yahagi
Membre du conseil des élèves et du club vidéo, elle n'est, comme ses deux amies, pas très douée pour les études. Son père est le dirigeant d'une grande entreprise spécialisée en produits électroniques et se montre très protecteur envers elle. Son frère, Kotetsu, est aussi son majordome.
Elle tombe amoureuse d'Hayate, qu'elle a rencontré lorsqu'ils étaient enfants, mais se retrouve, à son plus grand déplaisir, très souvent en petite tenue devant lui. Elle est très gentille et a du mal à refuser les demandes qui lui sont faites, notamment celles assez extravagantes de Masumi et Miki.

Kotetsu Segawa
Seiyu : Gô Shinomiya
Grand frère d'Izumi, il est aussi le majordome de la famille ; il est doué pour cela et, contrairement à sa sœur, a de bons résultats scolaires. Il aime beaucoup les trains mais également Hayate. Il est tombé amoureux de ce dernier lorsqu'il était déguisé en fille et l'est resté en apprenant qu'il était un homme. Il le harcèle régulièrement, ce qui lui vaut d'être traité de pervers par les autres personnages.
Miki Hanabishi
Seiyu : Eri Nakao
Membre du conseil des élèves et du club vidéo, elle a, comme ses deux amies, de mauvais résultats scolaires mais est capable d'en avoir de meilleurs lorsqu'elle s'en donne la peine. Elle aime beaucoup taquiner Hinagiku mais est aussi capable de l'aider lorsque cela est nécessaire. Elle en est en fait amoureuse mais ne souhaite pas que celle-ci l'apprenne et sait qu'elle n'a aucune chance ; elle l'encourage à révéler ses sentiments à Hayate.
Fumi Hibino
Seiyu : Kana Asumi
Arrivant à l'académie Hakuô au cours de la série, Fumi n'est pas très maligne, maladroite et souvent distraite. Elle est pourtant, selon l'auteur, la future présidente du conseil des élèves. Elle possède un gros chien appelé Armageddon. Sa meilleure amie est Sharna, une lycéenne d'origine indienne, qui la réprimande souvent pour ses bêtises. Toutes deux sont surtout présentes dans les strips.
Elle tombe amoureuse du frère d'Hayate.
Athéna Tennosou
Seiyu : Ayako Kawasumi
Athéna apparaît d'abord dans de courts flashbacks d'Hayate avant que son importance ne soit révélée dans l'histoire The end of the world. Athéna est très fière de porter « le nom de la plus grande déesse de cette planète » mais apprécie aussi le diminutif d'A-Tan qui lui a été donné par Hayate. Elle est orpheline.
Dans le passé, Athéna a rencontré Hayate après que celui-ci ait été trahi par ses parents. Elle l'a recueilli dans le jardin royal dont elle était prisonnière et lui a appris les fonctions d'un majordome ainsi que l'escrime. Tous deux étaient très amoureux mais se sont quittés à la suite d'une nouvelle trahison des parents d'Hayate.
Athéna a ensuite été sauvée du jardin royal grâce à l'aide du frère d'Hayate et est devenue la directrice de l'institut Hakuô et une amie d'Hinagiku, présidente du conseil des élèves. Elle reste cependant possédée par le fantôme du roi Midas jusqu'à ce qu'Hayate parvienne à la sauver.
Elle retrouvera ensuite une apparence enfantine en perdant la majeure partie de ses souvenirs et s'installera dans la maison de Nagi dans le tome 28.
Kayura Tsurugino
Seiyu : Yôko Hikasa
Nouvelle élève de l'institut Hakuô à la suite du départ de Wataru, elle s'installe dans la maison de Nagi dans le tome 32. Elle aime beaucoup les mangas et donne des conseils à Nagi pour qu'elle s'améliore.
Ikusa Ayasaki
Grand frère d'Hayate, il est, contrairement à ses parents, bon et protecteur envers lui. Il est cependant absent la plupart du temps car il aide les personnes en détresse. Il a notamment permis à Athéna de s'échapper du jardin royal et a ensuite disparu. Il a une cicatrice cruciforme sur le front.
Hisui Hatsushiba
C'est la nièce de Mikado Sanzen'in. Elle est intéressée par l'héritage que celui-ci laissera. Son avidité est extrême et la rend prête à tout pour atteindre son objectif.
Kurosu
Elle est docteur itinérante. Elle croise Nagi sur la route alors qu'elle voyage vers Kyoto et la prend en stop dans sa Lamborghini rouge avec laquelle elle roule à toute vitesse. Seule Hinagiku, qui craint surtout les hauteurs, n'a pas peur de sa conduite.
Ruri Tsugumi
Seiyu : Yuka Iguchi
Le personnage apparaît dans l'arc du voyage scolaire du manga et dans la saison 3 de l'animé. Bien qu'il ait des caractéristiques similaires, son histoire n'est toutefois pas la même dans les deux médias.
Dans le manga, elle se présente comme une élève de l'institut Hakuô (ce qui n'est pas le cas) et affirme vouloir aider Nagi, qu'elle appelle « grande sœur ».
Dans le dessin animé, elle a été abandonnée par ses parents et veut vivre chez Nagi, dont elle affirme également être la sœur. Elle est au service de Dolly.
Les parents d'Hayate
Seiyus : Kenji Hamada et Kazusa Murai
Les parents d'Hayate sont fainéants, égoïstes et manipulateurs, ne se préoccupant de leurs fils, et en particulier d'Hayate, que pour gagner de l'argent, quitte à manipuler et à mépriser ses sentiments. C'est d'ailleurs l'attitude son père qui lui fera ouvrir le chemin vers le palais royal, en raison de la souffrance qu'il lui a causée. Au début du manga, ils l'abandonnent après avoir pris son salaire à son insu et l'ont vendu à des yakuzas pour éponger leur dette de 150 millions de yens.
La mère d'Hayate est très douée pour se déguiser.
Seul le prénom du père (Shun) est révélé dans le dernier tome du manga.
Yukariko Sanzen'in
Seiyu : Yûko Minaguchi
Elle est la fille de Mikado Sanzen'in et la mère de Nagi. Son mari, dont on sait peu de choses dans le manga sinon qu'il était pauvre (il est davantage développé dans la saison 3 de l'animé), est décédée alors que sa fille était encore enfant.
Dans sa jeunesse, elle était amoureuse de Klaus. Himegami, le premier majordome de Nagi, était amoureux d'elle. Elle était très amie avec les mères de Wataru et d'Isumi.
C'est elle qui a découvert les pierres royales. Elle est gentille, distraite et a une santé fragile.

## Manga
Hayate the Combat Butler est publié pour la première fois dans le magazine Weekly Shōnen Sunday en octobre 2004. Il est écrit et illustré par Kenjiro Hata. Le logo japonais du titre a changé depuis le tome 32 au Japon.
La traduction anglophone, publiée par Viz Media, est de Yuki Yoshioka et H. Yamaguchi, et son adaptation anglophone de Mark Giambruno. L'éditeur français Kabuto avait acquis les droits pour la publication de la série, mais la sortie des premiers volumes fut annulée en raison de la faillite de la société. La licence est finalement reprise par Kana qui a édité les deux premiers volumes en septembre 2010. La traduction est effectuée par Guillaume Abadie jusqu'au tome 8 puis par Frédéric Malet jusqu'au dernier tome.

### Fiche technique
- Édition japonaise : Shōgakukan
  - Nombre de volumes sortis : 52 (terminé)
  - Date de première publication : février 2005
  - Prépublication : Weekly Shōnen Sunday, octobre 2004 - avril 2017[2]
- Édition française : Kana
  - Nombre de volumes sortis : 52 (terminé)
  - Date de première publication : septembre 2010
- Autres éditions:
  -  Haksan Publishing
  -  Chuang Yi
  -  Sharp Point Press
  -  Comics World
  -  Elex Media Komputindo

## Anime

### Série télévisée
Le premier épisode de l'anime Hayate no Gotoku fut diffusé par TV Tokyo le 1er avril 2007. Il est produit par le studio d'animation SynergySP et contient des musiques de Kōtarō Nakagawa.
Comme conséquence d'être diffusé par TV Tokyo, l'anime a vu plusieurs détails censurés ou changés. Des exemples : l'addiction au jeu de la mère de Hayate est appelé « investir en son rêve », et Hayate est donné à des « hommes gentils » pour travailler et non à un yakuza pour ses organes (mais ceci est mentionné au moins une fois). Des personnages font parfois référence au fait qu'ils ne peuvent pas tout montrer, et qu'ils « luttent contre la censure ». Certains exemples de censure sont humoristiques : une fois, on voit le sang de Hayate couvert d'un message disant « nous ne pouvons pas montrer ça ». L'anime, comme le manga, mentionne d'autres mangas et couvre certains jurons d'un bip. Ceci est continué dans la version anglophone du manga. Le DVD contient l'audio original et l'audio non censuré. Dans les dvds français, les références sont également bipées mais figurent en toutes lettres dans les sous-titres.
L'audience peut voir les personnages briser le quatrième mur. Ceux qui ne le brisent pas pensent que les autres sont en train de parler à eux-mêmes. Le narrateur parle parfois avec Hayate ; il se rend donc compte qu'il y a une audience. En plus, certains personnages ne parlent à personne sauf l'audience.
Avant et après les pauses pour les publicités, il y a un eyecatch différent à chaque fois. Les personnages y disent un mot pour continuer un jeu de shiritori. Depuis le sixième épisode il y a des scènes, appelés Butler Network, qui apparaissent après les crédits. On y voit Hayate, Nagi et parfois un invité. Butler Network couvre la production de l'animation, les dates des diffusions, fait de la pub pour des albums de la musique de l'émission et des DVD, et suit les aventures de Hayate qui lutte contre le mal et devient un grand majordome.
L'anime comporte plusieurs saisons. La troisième saison, nommée Can't Take my Eyes Off You, est réalisée par le studio Manglobe et raconte une histoire totalement inédite. Elle a été diffusée entre octobre et décembre 2012 sur TV Tokyo. La quatrième saison, nommée Cuties, est diffusée entre avril et juillet 2013 sur TV Tokyo.
La première et la deuxième saisons sont éditées en France par Black Box.

### OVA
À l'occasion du 10e anniversaire du manga, une série de trois OVA est commercialisée avec les tomes 41 à 43 du manga.

### Film d'animation
Un film d'animation nommé Hayate the Combat Butler! Heaven Is a Place on Earth (劇場版 ハヤテのごとく! HEAVEN IS A PLACE ON EARTH) est sorti le 27 août 2011. Il a été réalisé par le studio Manglobe,.

## Série live
Une série télévisée live a été produite et diffusée par la société taïwanaise Gala Television.

## Produits dérivés

### Publications
Un light novel basé sur la série est écrit par Toshihiko Tsukiji et illustré par Kenjiro Hota. Il fut publié le 24 mai 2007 par Shōgakukan sous leur label GAGAGA Bunko. Un deuxième volume est sorti le 18 mars 2008. Un troisième volume est sorti le 18 novembre 2008.
Un guidebook est sorti le 18 juin 2007. Une anthologie est sortie le 18 août 2009. Un artbook est sorti le 8 août 2011. Un anime comics basé sur le film d'animation est sorti le 26 août 2011. Un volume 0 est ensuite sorti le 18 mai 2012.

### CD audio
La chanson du générique de début, Hayate no gotoku!, chantée par KOTOKO, est sortie le 23 mai 2007. Le premier ending est Proof, de Mell (en), sortie le 30 mai 2007. La seconde chanson du générique de fin, Get My Way!, chantée par Mami Kawada, est sortie le 8 août 2007. La seconde chanson du générique de début, Shichiten Battō ☆ Shijōshuji!, de KOTOKO, est sortie le 17 octobre 2007.
Il y a dix albums de chansons chantées par les personnages principaux de l'anime. Les deux premiers sont sortis le 25 mai 2007 et comprennent des chansons de Ryoko Shiraishi et Rie Tanaka. Les deux derniers, sortis le 25 juillet 2007, comprennent des chansons de Rie Kugimiya et Shizuka Itō. Un album comprenant des chansons de Miyu Matsuki et Kana Ueda est sorti le 21 septembre 2007, un autre le 21 novembre 2007 (avec les voix de Marina Inoue, Mikako Takahashi et Saki Nakajima). Le 25 janvier 2008 est sorti l'album avec les voix de Hitomi Nabatame, Sayuri Yahagi, Eri Nakao, et Masumi Asano.
La bande originale est sortie le 22 juin 2007, un drama CD le 22 août, et un album de deux CD appelé Radio the Combat Butler le 21 septembre 2007.

### Jeux vidéo
Un jeu vidéo produit par Konami pour le Nintendo DS est sorti au Japon le 23 août 2007. Il s'appelle Hayate no Gotoku! Boku ga Romeo de Romeo ga Boku de (ハヤテのごとく！ボクがロミオでロミオがボクで, Hayate no gotoku! Boku ga Romio de Romio ga boku de, en français Hayate le majordome de combat ! Je suis Roméo et Roméo est moi !).
Une deuxième jeu vidéo nommé Hayate no Gotoku! Ojō-sama Produce Daisakusen Bokuiro ni Somare! (ハヤテのごとく!お嬢さまプロデュース大作戦 ボク色にそまれっ!) est sorti le 14 mars 2008 au Japon, également sur Nintendo DS. Un troisième jeu vidéo nommé Hayate no Gotoko!! Nightmare Paradise (ハヤテのごとく!! ナイトメアパラダイス) est sorti le 26 mars 2009 sur PlayStation Portable.